# 潘菲利亚

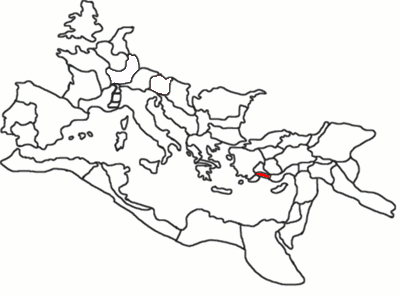
潘菲利亚在罗马帝国中的位置

潘菲利亚（希腊语：Παμφυλία，台湾、香港及和合本圣经一般譯作旁非利亚）古代安纳托利亚南部的一个地区，位于今土耳其安塔利亚省境内，首府位於佩爾格（Perga）。
潘菲利亚位于吕基亚与奇里乞亚之间，从地中海海滨延伸到托羅斯山脈。它在北面与皮西迪亚交界。在罗马帝国时期，这里是帝国在亚洲的一个行省。

## 资料来源
- 本条目包含来自公有领域出版物的文本: Chisholm, Hugh (编).  (第11版). London: Cambridge University Press. 1911.